# Paruline à gorge orangée
Setophaga fusca
Espèce
Statut de conservation UICN

 LC  : Préoccupation mineure
La Paruline à gorge orangée (Setophaga fusca, anciennement Dendroica fusca) est une espèce de passereaux appartenant à la famille des Parulidae.

## Répartition

Carte de répartition de l'espèce.
En jaune : zones de nidification
En bleu : zones d'hivernage